# Шесть миллионов — потеряны и найдены
Шесть миллионов — потеряны и найдены (англ. Did Six Million Really Die? — «Умерли ли шесть миллионов?») — опубликованная в 1974 году англоязычная брошюра, написанная в русле отрицания Холокоста. 
Автор, член ультраправого Британского национального фронта Ричард Харвуд  (настоящее имя — Ричард Вералл), утверждает, что нацисты не уничтожали 6 миллионов евреев. По мнению автора, в период Второй мировой войны 256 тысяч евреев умерли по разным причинам.
Под названием «Шесть миллионов — потеряны и найдены» брошюра вышла также на русском языке.

## Содержание
Книга содержит 10 разделов и заключение.
В первом — втором разделах Ричард Харвуд рассматривает немецкую политику до начала и после начала Второй мировой войны. В третьей главе автор исследует количество еврейского населения на территории и процессы эмиграции. По его мнению, число евреев в довоенной Европе составляло шесть с половиной миллионов человек.
В четвёртом разделе анализируются документальные данные, в том числе документы Нюрнбергского процесса. В следующих разделах Ричард Харвуд рассматривает ход Нюрнбергского процесса, рассказывает о пребывании евреев в Освенциме и польских гетто, даёт критическую оценку мемуарам о концлагерях. Он утверждает, что до недавнего времени практически вся информация о «лагерях смерти», таких как Освенцим, исходила из коммунистических источников — из Еврейской исторической комиссии Польши, Центральной комиссии по расследованию военных преступлений в Варшаве и советской Чрезвычайной государственной комиссии по военным преступлениям.
В восьмом и девятом разделах автор представляет порядок организации концентрационных лагерей, рассказывает о жизни евреев в концлагерях и о Докладе международного Красного креста о концлагерях. В частности, он утверждает, что в трехтомном докладе нет ни слова о программе уничтожения евреев, ни одна из делегаций международного Красного креста не нашла ничего, что могло бы навести на мысль о возможных массовых убийствах, проводившихся там.
Последний раздел посвящён исследованию вопроса об «организованном уничтожении евреев» французского публициста Поля Рассинье.
В заключение Ричард Харвуд делает краткий обзор статистики относительно евреев, погибших на войне.
В книге Ричард Харвуд утверждал, что нацистский Холокост был выдумкой. Книга рассматривает разные судебные процессы над военными преступниками.
Ричард Харвуд также утверждает, что перепись населения и демографические диаграммы показывают, что еврейское население в мире существенно не изменилось между 1938 и 1948 годами, и численность еврейского населения в контролируемой нацистами Европе никогда не превышала 2,5 млн человек.

## Судебный конфликт
Издатель книги Эрнст Цюндель выдержал два судебных процесса в Канаде. Организация «Союз памяти Холокоста» подала на него в суд.
В 1985 и 1988 годах издатель книги Эрнст Цюндель был признан виновным и приговорен в Канаде к 15 месяцам тюремного заключения по обвинению в распространении «заведомо ложной информации». После рассмотрения апелляции его осуждение было отменено решением канадского Верховного суда о Цюнделе, когда он заявил, что ему было предъявлено обвинение по закону, который является неконституционным. Как утверждает Харвуд, в результате двух судебных процессов и последующей апелляции в Верховный суд, та статья была признана антиконституционной
В части содержания книги Верховный суд Канады в 1992 году в своём постановлении отметил, что книга «Шесть миллионов — потеряны и найдены» содержит «искажения работы историков, извращение показания, сфабрикованные доказательства и фальшивые источники».
Суд решил, что:

Конфликт между утверждениями истца и традиционными историками Холокоста не может быть решен путём аргументированных дебатов. Традиционные историки указывают на источники, поддерживающие их теорию, заявитель и другие «ревизионистские» историки ссылаются на документы, которые не существуют, или вообще их не указывают. Брошюра «Шесть миллионов — потеряны и найдены» не может быть рассмотрена с позиции действительности, поскольку она не является частью реальностиОригинальный текст (англ.)The conflict between the assertions made by the appellant and those made by orthodox Holocaust historians cannot be resolved through reasoned debate. Orthodox historians point to sources which support their theories; the appellant and other "revisionist" historians point to documents which do not exist or which do not say what they claim they do. The pamphlet Did Six Million Really Die? does not fit with received views of reality because it is not part of reality.

## Издания
- Richard E. Harwood. Did Six Million Really Die? — Historical Review Press, 1974. — 28 p. — ISBN 978-0950347103.